# Arlon
Arlon (en francès Arlon, en luxemburguès Arel, en neerlandès Aarlen) és la capital de la província de Luxemburg a la regió de Valònia, Bèlgica. Té 31.234 habitants segons el cens de 2024. La ciutat se situa sobre un turó a 404 metres d'altitud, a la vora del Semois (en alemany Sesbach), prop de la frontera amb Luxemburg i aproximadament 190 km al sud-est de Brussel·les. Es troba en enmig de l'important eix ferroviari Brussel·les - Namur - Luxemburg. La línia Athus-Meuse uneix Arlon amb Athus, Rodange (Luxemburg), Bertrix, Libramont i Dinant amb l'aglomeració de Namur.

## Seccions del municipi
Aquestes són les seccions del municipi d'Arlon (entre parèntesis el seu nom en luxemburguès):
| - Arlon (Arel) - Autelbas (Nidderälter) - Autelhaut (Uewerälter) - Barnich (Barnech) - Bonnert (Bunnert) - Clairefontaine (Badebuerg) - Fouches (Affen) - Frassem (Fruessen) | - Freylange (Frällen) - Guirsch (Giisch) - Heckbous (Heckbuus) - Heinsch (Häischel) - Sampont (Sues) - Schoppach (Schappech) - Sesselich (Siesselech) - Stehnen (Stienen) | - Sterpenich (Sterpenech) - Stockem (Stackem) - Seymerich (Seimerech) - Toernich (Täernech) - Udange (Eiden) - Viville (Alenuewen) - Waltzing (Walzeng) - Weyler (Weller) |

## Història
Arlon és una de les ciutats més antigues de Bèlgica. Va néixer a la cruïlla dels camins romans que connecten Reims, Trèveris i Colònia que es deia en llatí Orolaunum Vicus. En les excavacions arqueològiques s'han extret nombrosos vestigis de l'ocupació romana (segle I dC.). Després de la caiguda de l'Imperi Romà, Arlon va experimentar la influència merovíngia. La trobada d'una necròpolis amb ric mobiliari permet pensar que s'hagués instal·lat a Arlon una família principesca potser de l'entorn dels reis francs. És a la fi del període merovingi quan probablement es va erigir la primera església de Saint-Martin d'Arlon, just al costat de les antigues termes romanes.
En l'edat mitjana, la vila es va transformar en plaça forta. Amb el comte Walerà I, els comtes d'Arlon van passar a ser després ducs de Limburg. A la mort del duc Walerà III en 1226, Arlon va passar al seu fill Enric V, comte de Luxemburg, i va ser incorporat al comtat de Luxemburg. Durant les guerres de la Revolució francesa, aquesta plaça fortificada va ser objecte de combats el 1793 i en 1794.

## Llocs d'interès
Arlon posseeix molts monuments, com la Grand Place o la Place Léopold, en el nucli antic. A més, destaquen: 
- Museu Arqueològic, que alberga nombrosos exemples d'escultures gal·lorromanes i art funerari merovingi.
- Museu Gaspar, més centrat en la història de l'art regional, que és també la seu de l'Institut arqueològic de Luxemburg així com de la seva biblioteca.
- Església Saint-Donat, situada en el cim del pujol central "Knipchen". Originalment es tractava d'un castell, que en 1552 va ser destruït pels francesos. L'església es va fundar en el segle xviii sobre les ruïnes de l'antic castell.
- Església Saint-Martin, feta construir pel rei Leopold II de Bèlgica entre 1907 i 1914, d'estil neogòtic.

## Agermanaments
- Saint-Dié-des-Vosges
- Diekirch
- Bitburg
- Hayange
- Alba
- Market Drayton

## Evolució demogràfica
- Font: NIS/INS - Nota: de 1806 a 1970 = cens del 31 de desembre, a partir de 1977 = població de l'1 de gener
- 1977: annexió d'Autelbas, Bonnert, Guirsch, Heinsch i Toernich

## Llengües
A més de les llengües oficials belgues, la llengua regional endògena que es parla en la regió és el luxemburguès. Pel decret del 24 de desembre de 1990, la Comunitat francesa reconeix (a més del francès, llengua oficial), les llengües regionals endògenes. Totes aquestes llengües són transfrontereres. El lorenès es parla a França, i el luxemburguès, en les seves diferents modalitats, s'usa en el Gran Ducat de Luxemburg i els seus municipis limítrofs a Bèlgica, mentre que a França pràcticament ha desaparegut.
La zona d'expressió luxemburguesa és coneguda com a Arelerland o País d'Arlon, que cobreix la totalitat dels municipis de Messancy, Arlon, Attert, Martelange i la part oriental dels municipis d'Aubange i Fauvillers.

### Resultats dels censos lingüístics de la vila d'Arlon
El cens de 1846 només investiga la llengua d'ús comú. Des de 1866 el cens tractava sobre el coneixement de diferents llengües nacionals. A partir de 1910 no sols preguntava sobre el coneixement sinó també la llengua utilitzada amb més freqüència, sense especificar en quin context (vida privada, pública, professional). En el cas d'Arlon i als municipis del país d'Arlon la menció "alemany" s'entén com a luxemburguès.
Abreviatures: NL = Neerlandès - FR = Francès - D = Alemany
| Any  | només NL Nombre | NL & FR Nombre | només FR Nombre | FR & D Nombre | només D Nombre | D & NL Nombre | NL & F & D Nombre | Cap Nombre | només NL Part | NL & FR Part | només FR Part | FR & D Part | només D Part | D & NL Part | NL& FR & D Part |
| ---- | --------------- | -------------- | --------------- | ------------- | -------------- | ------------- | ----------------- | ---------- | ------------- | ------------ | ------------- | ----------- | ------------ | ----------- | --------------- |
| 1846 | 297             |                | 891             |               | 4.217          |               |                   |            | 5,5%          |              | 16,5%         |             | 78,0%        |             |                 |
| 1866 | 54              | 104            | 591             | 2.622         | 1.994          | 14            | 46                | 0          | 1,0%          | 1,9%         | 10,9%         | 48,3%       | 36,8%        | 0,3%        | 0,8%            |
| 1880 | 31              | 148            | 1.047           | 2.899         | 2.593          | 0             | 42                | 0          | 0,5%          | 2,2%         | 15,5%         | 42,9%       | 38,4%        | 0,0%        | 0,6%            |
| 1890 | 5               | 126            | 1.501           | 4.161         | 2.002          | 5             | 229               | 0          | 0,1%          | 1,6%         | 18,7%         | 51,8%       | 24,9%        | 0,1%        | 2,9%            |
| 1900 | 99              | 242            | 1.919           | 6.055         | 1.059          | 2             | 179               | 489        | 1,0%          | 2,5%         | 20,1%         | 63,4%       | 11,1%        | 0,0%        | 1,9%            |
| 1910 | 91              | 351            | 2.684           | 6.747         | 1.552          | 4             | 141               | 442        | 0,8%          | 3,0%         | 23,2%         | 58,3%       | 13,4%        | 0,0%        | 1,2%            |
| 1920 | 51              | 285            | 4.522           | 5.159         | 572            | 0             | 209               | 404        | 0,5%          | 2,6%         | 41,9%         | 47,8%       | 5,3%         | 0,0%        | 1,9%            |
| 1930 | 20              | 263            | 6.831           | 3.366         | 320            | 2             | 212               | 373        | 0,2%          | 2,4%         | 62,0%         | 30,6%       | 2,9%         | 0,0%        | 1,9%            |
| 1947 | 5               | 387            | 8.710           | 1.268         | 31             | 1             | 395               | 383        | 0,0%          | 3,6%         | 80,7%         | 11,7%       | 0,3%         | 0,0%        | 3,7%            |

Llengua exclusiva o la més freqüentment parlada.
| Any  | NL Nombre | FR Nombre | D Nombre | NL Part | FR Part | D Part |
| ---- | --------- | --------- | -------- | ------- | ------- | ------ |
| 1910 | 165       | 3.568     | 7.837    | 1,4%    | 30,8%   | 67,7%  |
| 1920 | 130       | 7.502     | 3.166    | 1,2%    | 69,5%   | 29,3%  |
| 1930 | 84        | 9.398     | 1.532    | 0,8%    | 85,3%   | 13,9%  |
| 1947 | 55        | 10.629    | 80       | 0,5%    | 98,7%   | 0,7%   |

## Personatges il·lustres
- Benoît Lamy, director de cinema
- Emile Wambach (1854-1946) compositor i violinista